# Black Books

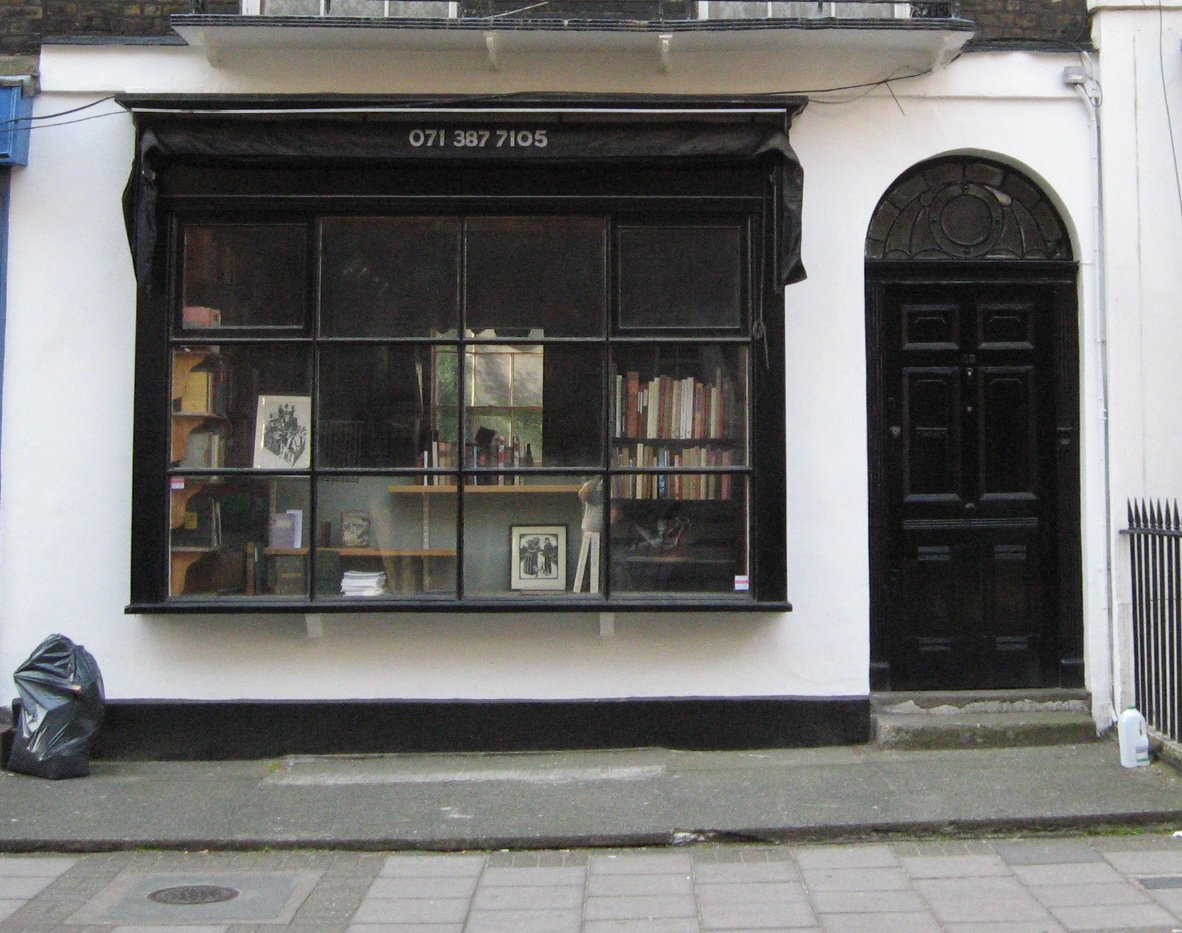
Librería Collinge & Clark

Black Books es una serie televisiva británica de comedia de situación creada por Dylan Moran y producida por Nira Park, y emitida por primera vez por la cadena Channel 4 desde 2000 hasta 2004. Protagonizada por Moran, Bill Bailey y Tamsin Greig, se sitúa en una librería del mismo nombre, "Black Books", y narra la vida de su agresivo y misántropo propietario Bernard Black (Moran), su entusiasta ayudante Manny Bianco (Bailey) y su neurótica amiga Fran Katzenjammer (Greig), dueña de la tienda de al lado.

## Sinopsis
Bernard Black es el propietario de una pequeña librería, "Black Books". La serie gira en torno a las vidas de Bernard, Manny y Fran. Un tema central es la posición solitaria de Bernard como tendero esgrimidor y abiertamente hostil que siente aversión por el mundo exterior y todos sus habitantes, excepto por su vieja amiga, Fran, que inicialmente lleva una tienda de regalos, "Nifty Gifty" ("Regalitos ingeniosos"), en el local contiguo. 
Bernard muestra poco entusiasmo o interés por la venta (o, de hecho, por cualquier cosa que no sea beber, fumar y leer) y evita activamente tener que interactuar con otras personas, incluso dentro de su tienda, ya que siente animadversión por sus clientes, y se comporta como si la tienda fuese su biblioteca personal. Se sugiere que Fran y Bernard se acostaron una vez, pero que ahora están contentos como amigos, compartiendo su pasión por fumar como carreteros y beber en exceso. Fran por otra parte tiene una vida amorosa nula. 
A Manny se le presenta en el primer episodio como un contable estresado que entra en la tienda buscando El pequeño libro de la calma. Durante una juerga nocturna, Bernard le ofrece un trabajo como ayudante y una habitación encima de la tienda a cambio de hacer su devolución de impuestos. Cuando vuelve a estar sobrio se da cuenta de que el natural optimista de Manny no encaja en este tipo de operación (en su librería). Fran, sin embargo, al percibir que Manny es una buena influencia para Bernard, le fuerza a dejar que se quede.
Muchos episodios tratan de los intentos de Manny y Fran de forzar a Bernard a llevar un modo de vida más socialmente aceptable. Sus esfuerzos siempre provocan el caos, devolviéndoles a la visión nihilista de la vida de Bernard. La librería, que también hace las veces de residencia de Manny y Bernard, es frecuentemente presentada como en un estado de suciedad insalubre y a menudo habitada por animales y otras criaturas sin identificar, en tanto que el desorden es un aspecto frecuente en el funcionamiento de la tienda. Los intentos de Manny de mejorar la tienda y la residencia a menudo fracasan.

## Reparto
La serie gira en torno a los tres personajes principales: Bernard Black (Dylan Moran), Manny Bianco (Bill Bailey) y Fran Katzenjammer (Tamsin Greig), que aparecen en todos los episodios. Hay algunos personajes secundarios que aparecen en episodios sueltos, y además en la serie actúan algunas estrellas invitadas.

## Episodios
Black Books duró un total de 18 episodios de media hora, emitidos en tres temporadas de seis episodios cada una. La primera temporada se estrenó el 29 de septiembre de 2000 y continuó hasta el 3 de noviembre de ese año, la segunda temporada se emitió desde el 1 de marzo hasta el 5 de abril de 2002, y la tercera temporada se transmitió desde el 11 de marzo de 2004 hasta el 15 de abril del mismo año.

## Producción
Se mostró un piloto de la serie en el festival de comedias de situación de Channel 4 de 1998 en los Estudios Riverside. Esta primera versión era decididamente más tétrica: trataba la decisión de Bernard y, posteriormente, de Manny de suicidarse. Manny (de apellido Zimmerman en referencia a Bob Dylan) aparecía como un hombre depresivo que trabajaba en correos, y el personaje de Fran era "Valerie", una profesora de filosofía.
El piloto fue una creación original de Moran y la serie fue su primer trabajo como guionista de una serie de televisión. Linehan, coguionista de la sitcom de Channel 4 de 1995 Father Ted (Padre Ted), se incorporó al comienzo como coguionista de la serie con Moran a sugerencia del productor William Burdett-Coutts después de que Linehan hubiese visto el piloto y a Moran actuando en Dublín. Los personajes fueron una creación original de Moran, creados a lo largo de un mes mediante un proceso que él llama "escupibol", es decir hablar espontáneamente el uno al otro como los personajes.
El concepto de que Bernard fuera propietario de una librería surgió de la visión de Moran de las librerías como negocios malditos. Moran dijo que "regentar una librería de segunda mano es un fracaso comercial garantizado. Es toda una filosofía. Había librerías que frecuentaba y siempre me llamó la atención la soledad y obstinación de estos hombres que pilotaban un barco de muerte". Por su parte, Linehan decía que su personalidad pendenciera reflejaba un cartel que una vez vio en una librería que decía lo siguiente: "Por favor pongan los libros donde les plazca porque no tenemos nada mejor que hacer que colocarlos en su sitio". Moran dijo acerca de la serie: "Solo queríamos embutir toda la estupidez elaborada en media hora que pudiese ser coherente y que se pudiese creer".
La dirección ficticia de la librería Black Books es 13 Little Bevan Street, Bloomsbury, Londres WC1. Manny también afirma que la tienda está situada, "justamente al lado de Russell Square". Las tomas exteriores de la librería se filmaron fuera de una auténtica librería, aunque más pequeña, llamada Collinge & Clark, situada en Leigh Street, Bloomsbury.
El comentario de audio para Shaun of the Dead afirma que Black Books está considerada por los productores como una serie hermana de la sitcom de Channel 4 de 1999 Spaced, también producida por Nira Park. En la serie figuran varios actores de Spaced, y en uno de los episodios a Manny se le oye hablando con Twist Morgan, un personaje de dicha serie. Simon Pegg tuvo una aparición especial como jefe de Bill Bailey en un episodio, precisamente lo contrario de su papel en Spaced; Nick Frost aparece al principio del episodio "El gran cierre" para instalar un nuevo sistema de seguridad para la tienda, aunque su personaje pierde la atención de Manny cuando este observa un jugador de subbuteo en su cabello; y Jessica Stevenson interpreta a una amiga de Fran, que intenta ayudarla a llevar un estilo de vida más saludable con un cambio de dieta y un poco más de ejercicio, mientras Peter Serafinowicz interpreta a un locutor de radio cuyos dulces tonos leyendo la previsión marítima vuelven a Fran loca de deseo.

## Premios y recibimiento
Black Books ganó el BAFTA a la Mejor Comedia de Situación en 2001 y 2005, y ganó una Rosa de Bronce del Festival Rose D'Or de Montreaux en 2001.
Según escribió Allan Brown para The Times en agosto de 2005, "acabaron (con la serie) después de tres temporadas enormemente populares".
En la encuesta "Los más grandes personajes de comedia" de Channel 4, Bernard fue votado el número 19.